# Модализм
Модали́зм (от лат. modus, дословно — «мера», в терминологическом значении — «ладовый звукоряд») — мелодический или аккордовый оборот с модальными тонами внутри мажорно-минорной тональности. Примеры отдельных модальных тонов и полностью выдерживаемых звукорядов: дорийская секста, фригийская секунда, цыганская гамма, увеличенный и уменьшённый лады. Модальными аккордами (внутри мажорно-минорной тональности) называются аккорды, содержащие характерные модальные тоны, например, оборот V3>5>–I (в доминантовом ладу), IV<–I (дорийская субдоминанта в миноре).

## Краткая характеристика
Модализмы (без этого слова) анализировал ещё Гуго Риман в монографии 1887 года, в 1906 — Г. Шенкер в своём «Учении о гармонии» и др. На русском языке природу модализма (также без этого термина) описывал в 1926 году П.Б. Рязанов, полемизируя в этом вопросе с Н.А. Римским-Корсаковым:

Появление дорийской сексты в качестве тональной (субдоминантовой) функции, по замечанию Римана, как бы нарушает на мгновение ощущение тональности и придает музыке специфический характер, присущий оборотам церковного дорийского лада. В распространенном у нас практическом учебнике гармонии Н.А.Римского-Корсакова аккорд этот носит название "искусственного мажорного трезвучия IV ступени мелодического минора".— От переводчика // М.Регер. О модуляции. Л.,1926, с.4.
Модализмы довольно часто встречаются в музыке барокко, обычно в связи с программностью, например в пьесе Г.Ф. Телемана «Москвичи» (из оркестровой сюиты B-dur, BWV 55:B5) колокольный звон имитируется с помощью звукоряда, объединяющего лидийскую (IV высокую) и миксолидийскую (VII низкую) ступени. В музыке венских классиков модализмы редки. Один из таких случаев — лидийский модализм у Моцарта в сочинении «Музыкальная галиматья» (KV 32). В ч.III струнного квартета ор. 132 Бетховена («Heiliger Dankgesang eines Genesenden an die Gottheit, in der lydischen Tonart») тональность F-dur сочетается с чисто модальным принципом строго выдержанного «белоклавишного» звукоряда.

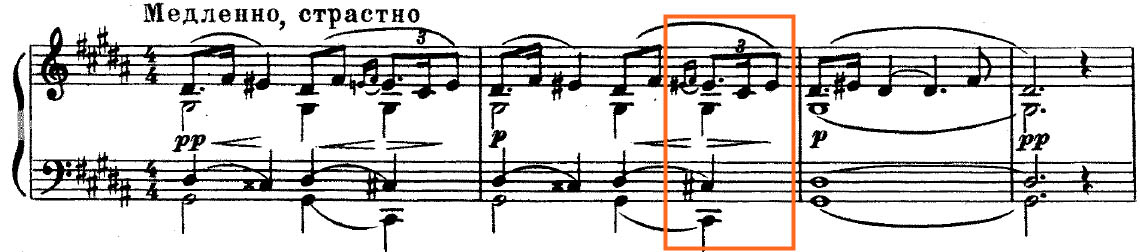
Илл. 1. М. П. Мусоргский. Еврейская песня (фрагмент с дорийской субдоминантой)

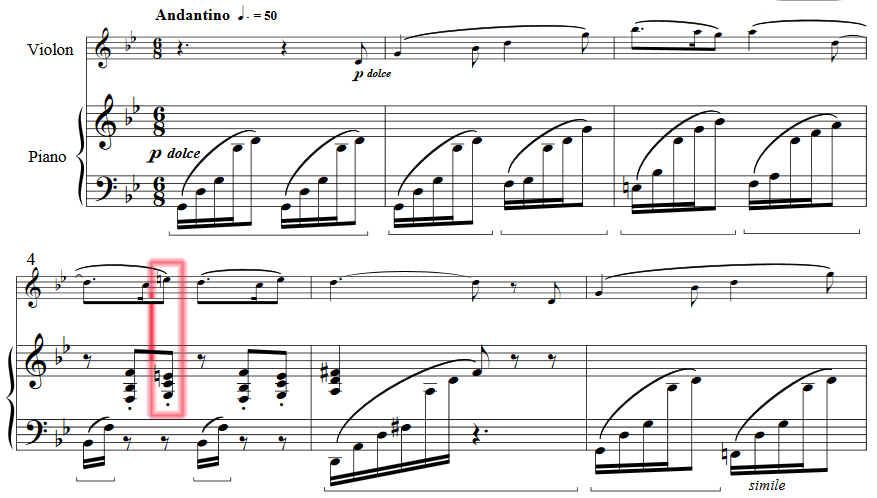
Илл. 2. Г. Форе. Сицилиана для скрипки и фортепиано (начальные такты). В тональности g-moll использован модализм e (аккорд с этим звуком выделен цветом). Как модализм можно также рассматривать натуральную (минорную) доминанту с тоном f в т.3, которая сопоставляется с обычной "гармонической" доминантой (с вводным тоном fis) в т.5.

В романтической музыке бурное внедрение модализмов обусловлено освоением специфических для романтиков образных сфер: «простонародной» жизни, «глухой» старины, стилизацией богослужебного (главным образом, католического и православного) пения, «инфернального» или «фантастического» колорита. Модализмы наблюдаются у Ф. Шопена (например, мазурки ор. 24 № 2, op. 41 № 1, ор. 42 № 1, ор. 56 № 2 и др.), Э. Грига (Норвежский танец, ор. 72 № 13, песня «Сосна» op. 59 № 2), Ф. Листа (Соната для фп. си минор, вступление), Г. Форе («Сицилиана» op. 78; см. нотный пример), многочисленны «испанизмы» Ж. Бизе, «славянизмы» А. Дворжака и т.д.
Велико значение модализмов в музыке русских композиторов начиная с М. И. Глинки (целотоновая гамма как характеристика Черномора в опере «Руслан и Людмила»). Они постоянно встречаются у «кучкистов», например, у М. П. Мусоргского (цыганская гамма в партии богатого еврея из «Картинок с выставки», дорийская субдоминанта в минорной «Еврейской песне», фригийский тон в начале хора «Враг человеков» в опере «Хованщина», эолийский — в начале хора «На кого ты нас покидаешь» в опере «Борис Годунов»). Множество модализмов содержит музыка Н. А. Римского-Корсакова, в основном связанных с имитацией «Востока» и/или «испанского колорита» (например, доминантовый лад в «Испанском каприччио»). У П.И. Чайковского — «сказочный» увеличенный лад в скерцо из Третьей симфонии, «инфернальный» уменьшённый лад в кульминации первой части Шестой симфонии. Модализмы встречаются и у позднейших русских композиторов, например, см. сочинение «Прелюдия в лидийском ладу» А.В.Станчинского.
В XX веке к модализмам прибегали композиторы, которые не стремились к радикальным переменам в музыкальном языке (в отличие от авангардистов), но при этом желали обновить и «раскрасить» унаследованную ими от европейских романтиков мажорно-минорную тональность. Модализмы, например, широко использует Дж.Гершвин (в начале «Рапсодии в блюзовых тонах», в Прелюдиях для фортепиано, в фортепианном концерте и во многих других сочинениях). Встречаются модализмы и в массовой песне, как, например, в «Балладе о солдате» (фригийский) и в «Подмосковных вечерах» (дорийский) В. П. Соловьёва-Седого.
В отличие от старомодальной гармонии (основной звуковысотной системы западноевропейского Средневековья и Возрождения) модализмы в тональной музыке носят несколько внешний, иногда даже декоративный, характер. Гармония в таких сочинениях остаётся тональной (есть тоника, представленная трезвучием, есть тональная периферия), но при этом окрашенной модальной краской (например, миксолидийский лад в начале песни «Много есть у меня теремов и садов» М. П. Мусрпнскрнр). Использование модализмов зачастую реализуется в рамках ладовой переменности (типичный случай — «мерцание» мажорной и одноимённой минорной гармонии, см. иллюстрацию 1).
В XX веке модализмы использовались и в популярной музыке, особенно широко — у «Битлз» (миксолидийский — в песнях «Norwegian Wood» и «Paperback Writer», эолийский — «The Long and Winding Road», дорийский — «Eleanor Rigby» и т. д.)
От модализмов следует отличать целостные образцы новомодальной гармонии, включающие и функциональную систему и нетрадиционные формы созвучий, например, третья из «Кошачьих колыбельных» («Бай-бай») И.Ф. Стравинского; многие пьесы в сборнике «Микрокосмос» Б. Бартока.